# Klem (Fernsehserie)
Klem ist eine niederländische Fernsehkrimiserie die zwischen 2017 und 2023 von der Rundfunkgesellschaft BNNVARA ausgestrahlt wurde. Es wird das anfänglich problematische, aber dann freundschaftlich helfende Zusammenwirken eines alleinerziehenden bürgerlichen Mannes (zwei Töchter) mit einem Kriminellen der Amsterdamer Unterwelt gezeichnet. Die Serie wurde nie für den deutschsprachigen Raum erschlossen.

## Inhalte
Die erste Folge der ersten Staffel mit insgesamt 10 Folgen wurde am 19. Januar 2017 ausgestrahlt und erreichte 1,4 Millionen Zuschauer. Ab dem 13. September 2018 ging die zweite Staffel mit ebenfalls 10 Folgen auf Sendung. Hier wurden mit jeder Folge zwischen 0,8 bis 1,6 Millionen Zuschauer angezogen. Am 24. September 2020 folgte dann der Beginn der dritten Staffel.
2023 wurde Klem vollständig abgeschlossen mit dem gleichnamigen Film. Dieser wurde nach der Kinoverwertung als dreiteilige Miniserie im Januar 2024 im Fernsehen gezeigt.

### Zusammenfassung
Hugo Warmond (Barry Atsma) ist ein integrer Wirtschaftsmathematiker und hoher Beamter der niederländischen Steuerbehörde (Abteilung Kleine und mittlere Unternehmen). Er ist 40 Jahre alt und lebt in Amsterdam-Zuid mit seinen zwei Töchtern, der achtjährigen Suus und der 17-jährigen heranwachsenden Laura. Seine Ehefrau, eine Cellistin des Concertgebouw-Orchesters, ist an Krebs verstorben. Suus ist die beste Freundin von Chrissie („Blutsbrüderschaft“), deren Mutter Kitty in einer Villa auf der Amsterdamer Horatiuslaan wohnt und Hugos Familie nach dem Tod seiner Frau eine große Stütze war. Die Serie spielt drei Jahre nach der Beerdigung (welche zu Anfang in Szene gesetzt wurde). Chrissie ist aber auch die Tochter des gerade entlassenen Kriminellen Marius Milner, der wegen Mordes zu acht Jahren Haft verurteilt wurde und noch einige Zeit unter Bewährungsauflagen steht.
Im Laufe der Serie entsteht eine, wenn auch vorsichtig distanzierte, Freundschaft zwischen diesen ungleichen Männern, wobei sie sich situativ aus verschiedenen Notlagen helfen.

### Staffel 1
Bald nach seiner Entlassung gerät Marius in finanzielle Schwierigkeiten, da er nicht eine Million Euro zurück bezahlen kann, die ihm sein damaliger Kumpel Wally Schmidt während seiner Inhaftierung für Anwälte und den Lebensunterhalt seiner Familie lieh. Zudem verdächtigt ihn die Polizei des Mordes an seinem ehemaligen Geschäftspartner George van Galen, der kürzlich nach einem Besuch in einem noblen portugiesischen Restaurant in Amsterdam auf offener Straße erschossen wurde. Hugo fühlt sich – nach anfänglicher Zurückhaltung – verpflichtet Kitty, mit der er auch einen einmaligen sexuellen Kontakt hatte, zu helfen, was eben auch bedeutet, Marius aus seinen finanziellen Problemen zu helfen. Der anständige Finanzbeamte kommt so nach und nach mit der Unterwelt in Berührung. Als Hugo seine Tochter Suus vom Spielen bei Chrissie abholen will, werden er und Marius durch einen Killer Wallys beschossen. In Gesprächen wird auch erstmals der Serientitel erkennbar: So säßen sie beide in der Klemme (niederländisch „Klem“).
Hugo hat unterdessen eine Beziehung mit der deutlich jüngeren, in der Ausbildung befindlichen, Kardiologin Hannah Lopez Diaz begonnen. Im Laufe der Serie hat auch Laura Beziehungsprobleme mit ihrem Klassenkameraden Jim am Amsterdamer Lyzeum. Hugo wird zum Leiter der Steuerabteilung befördert und Marius bringt mit der Unterstützung von Kitty und Hugo das von Galen versteckte Schwarzgeld aus gemeinsamen früheren kriminellen Geschäften zurück in die Hände von Ans van Galen, der Witwe von George van Galen. Jedoch unter dem Vorbehalt, dieses gerecht zwischen ihr und Marius aufzuteilen.
Hierfür musste Hugo allerdings Gesetzesverletzungen begehen, die ihn bei Aufdeckung unweigerlich seine Karriere kosten würden.
Wally soll nun gegen Sicherheitsgarantien für Marius und seine Familie ausbezahlt werden, auch gegen eine geforderte hohe Verzinsung hat Marius nichts einzuwenden. Allerdings taucht Wally vor der Ausbezahlung nochmal bei Marius (der sich gerade in Hugos Haus befindet) auf und verlangt mit vorgehaltener Schusswaffe noch mehr „Verzinsung“. Marius weigert sich lautstark und es kommt zu einem Kampf zwischen ihm und Wally. Als Wally ein Messer ans Marius Kehle hält, ergreift Hugo die weg geschleuderte Schusswaffe und schießt nach kurzem Zögern Wally in den Kopf.
Marius erklärt Hugo, dass diese Handlung (ohne vorherige Warnung) nicht als Notwehr gilt (vergl. hierzu den ähnlichen Notwehr-Paragraphen in Deutschland). Zusammen begraben sie Wally in Hugos Garten. Hannah beendet ihre Beziehung zu Hugo wegen seiner Kontakte zu dem kriminellen Milner.

### Staffel 2
Marius und Kitty haben endlich die Hälfte des von van Galen beiseite geschafften Geldes erhalten; einen Teil als Bargeld, wovon auch das lang ersehnte Häuschen in Italien erworben wurde, und einen anderen Teil in Form eines schlecht laufenden Gastronomiebetriebs. Hiervon muss jedoch die Witwe van Galens, Ans, ausbezahlt werden. Um die finanziellen Probleme, die des Restaurants und die Forderung von Ans, in den Griff zu bekommen, heuert Kitty einen unseriösen Finanzberater an, der sie im Rahmen eines gemeinsam geplanten Insolvenzbetruges schließlich um ihren gesamten Besitz betrügt und Schulden aufbürdet. Auch die Finanzfahndung (FIOD) wird auf sie aufmerksam. In diesem Amt arbeitet auch Hugos neue Freundin, die bald darauf erwägt mit Hugo zusammen zu ziehen. Hugo wird währenddessen eine Beförderung zum Staatssektmär der Finanzen angeboten.
Marius wird von dem Kriminellen Ron erpresst. Dieser findet es merkwürdig, dass Wally Schmidt seit einem Jahr verschwunden ist, exakt kurz nachdem Marius ihn doch ausbezahlen wollte. Mit diesem Verdacht erpresst Ron Marius mit der Drohung zur Polizei zu gehen, wenn er ihm kein Geld gibt; Geld, das Wally angeblich Ron schuldet. Marius kommt dem bis zu zweimal nach und auch Hugo hilft aus. Als jedoch Ron mit einem Strafzettels wegen dem vor Hugos Wohnung falsch geparkten Auto des Getöteten erneut Forderungen stellt, plant Marius Ron aus dem Weg zu räumen.
Marius steckt auch in weiteren Problemen. Im Glauben seinem Freund Hugo helfen zu können, der den auf sich eingebildeten und sexistischen Freund von Laura, Wout, ein erfolgreicher Makler und Lebemann, aufs Äußerste ablehnt, lauert er diesem auf seinem Nachhauseweg von einer Kneipe auf. Von Marius auf Laura aggressiv angesprochen, gab Wout in stark angetrunkenen Zustand zu, dass Laura nur ein nachrangiges Abenteuer für ihn sei. Obgleich es eigentlich nur ein einschüchterndes Gespräch sein sollte, verletzt sich Wout nach einem einfachen Faustschlag von Marius schwer, als er mit dem Kopf gegen eine Parkbank stürzt. Dies wurde, wenn auch sehr undeutlich, von einer privaten Überwachungskamera aufgezeichnet, wobei Marius nicht gut genug zu erkennen ist. Nach seinem langen Koma erinnert sich Wout aber an eine Skorpion-Tätowierung, die der Täter am Hals trägt – Marius’ Tätowierung. Zudem setzt Wout seine Freundin unter Druck ihren Vater bei der Polizei der Tatanstiftung zu zichtigen. Zum Schrecken Wouts tauchen nacheinander Hugo und Marius bei ihm auf und konfrontieren ihn mit seinen, Laura herabsetzenden, Aussagen, die eine Lippenleserin dem Tatvideo entnommen hat.
Hugos Freundin im FIOD deckt Hugos Mithilfe beim Insolvenzbetrugs Kittys auf. Sie gerät in Gewissenszwänge und entscheidet sich schließlich gegen ihren Freund Hugo, der daraufhin seine Anstellung verliert. Marius führt mit Hilfe von Kitty den Mord an Ron aus und flieht ins Ausland.

### Staffel 3
Hugo Warmond, ist nach seiner Entlassung nun einfacher Steuerberater und hat nur einen einzigen großen Kunden, den zwielichtigen Geschäftsmann Maurice Samuels. Auf Ersuchen des FIOD, die Hugo eine Wiederanstellung im Ministerium in Aussicht stellt, wird Hugo zum Informanten gegen Samuels. Marius Milner hat einen Job als Lkw-Fahrer bei einer Spedition, die mitunter zwielichtige Transportaufträge ausführt. Bei einem solchen Fahrt unterschlägt Marius eine Menge Gold und behauptet, er sei ausgeraubt worden. Er will mit dem Gold ein neu erworbenes Hotel in Italien abbezahlen. Kitty, die Frau von Marius, verdient derweil ihr Geld mit Schminkpartys und nimmt an einem Selbstverteidigungskurs teil.
Der Spediteur verdächtigt Marius der Unterschlagung und plant ihn, im Auftrag des Speditionsbesitzers, zu beseitigen. Dieser ist der Immobilienlöwe Maurice Samuels. Hugo hilft parallel auch dem, um eine große Steuernachzahlung besorgten, Leibwächter Samuels und erhält im Gegenzug von diesem die Information des Mordplans. Der tüchtige Hugo wird von Samuels mit 100.000 Euro und emotionalem Druck genötigt mit ihm nach Malta zu reisen. Hugo besticht mit diesem Geld den Leibwächter, ihm zu helfen den Mordplan an Marius zu vereiteln. Dies gelingt und Marius versteckt sich in einem Wohnwagen von Hugo. Auf Malta hilft Hugo Samuels dabei einen Politiker für eine Neubaugenehmigung unter Druck zu setzen, wobei er aus der Ferne, von der sich Hugo wieder annähernden, Sophie Winter des FIOD unterstützt wird. Als Hugo sein Arbeitsverhältnis kündigen möchte, wird er von Samuels in eine kompromittierende Falle gelockt, bei der Fund (untergeschobener) Drogenen ihm mehrere Jahre Gefängnis auf Malta einbringen kann. Samuels taucht als „Retter“ auf und hat fortan Hugo in der Hand. Das FIOD und die Polizei bringen Marius, Kitty und Hugo dazu bei den Ermittlungen gegen Samuels kooperieren. Hierfür sollen sie in ein Zeugenschutzprogramm aufgenommen werden.
Der ansonsten so korrekte Hugo überredet Marius und Kitty plötzlich, einen weiteren Goldtransport von Samuels zu überfallen. Als Grund gibt er an, dass Marius und Kitty Geld benötigen, um ihren Traum eines Hauses in Italien zu verwirklichen, bei dem die zweite Rate lange überfällig ist. Auch Hugo will sich mit seinem Anteil aus der noch drohenden Malta-Anklage freikaufen. Marius taucht zu Wim Konings Überraschung bei diesem auf und zwingt ihn mit vorgehaltener Schusswaffe seine Angestellten anzuweisen, das Gold in einer Mülltonne am Straßenrand zu deponieren, die später von Hugo abgeholt wird. Kitty legt eine falsche Spur zu einem Mitarbeiter Wims, worauf Wim ihn nach Eintreffen in der Spedition erschießt, damit Samuels nichts über sein Versagen bei Marius’ Liquidierung erfährt. Allerdings fehlt weiterhin das Gold und Samuels setzt Wim unter Druck dieses zu finden. Marius wird zwar von Wims Leuten aufgespürt, konnte aber gewarnt werden, sodass weder er noch das dort vergrabene Gold entdeckt werden.
Als Wim Samuels gegenüber den gesamten Sachverhalt des Diebstahls gesteht, durchschaut dieser plötzlich auch Hugos mutmaßliche Beteiligung und stellt diesen, wieder im eigenen Büro eingetroffen, zur Rede. Nahezu gleichzeitig erfolgt der geplante Zugriff der Polizei auf die Spedition und Wim erschießt sich vor den Augen der Beamten. Es folgt eine weitere Razzia bei Samuels, bei der zu einem Handgemenge mit anwesenden Rockern kommt. Bei diesem wird Sophie schwer verletzt. Samuels, dem dabei die Flucht gelingt, sucht in einer Aufführungspause des Schulmusicals, an der Marius, Kitty, Hugo und ihre Töchter teilnehmen, Hugos jüngste Tochter auf und entführt sie. Als sie folglich nach der Pause nicht erscheint, gelingt es den Eltern, auch dank Kittys Selbstverteidigungskurs, Samuels an der Flucht zu hindern und das Kind zu befreien.
In der Schlussszene am Flughafen Schiphol wird deutlich, dass das Schutzprogramm nicht mehr erforderlich ist. Hugo und seine beiden Töchter leben weiterhin in den Niederlanden, Hugo und Sophie haben wieder eine Beziehung begonnen. Marius, Kitty und Tochter Chrissie reisen in nach Italien ab.

### Staffel 4
Der im Abschluss zur Serie, im Jahr 2022, gedrehte Spielfilm gleichen Namens wurde später (nach der Kinoverwertung) als „vierte Staffel“ in drei Teilen ausgestrahlt.
Marius und Kitty leben mit ihrer Tochter Chrissie in Italien und bewirtschaften ein kurz zuvor günstig erworbenes Weingut. Nach dem Tode des Verkäufers, sieht sich die Erbin übervorteilt und setzt alles, auch kriminelle Gewalt, ein, um das Weingut wieder zu bekommen. Hugo und Sophie, die zusammen mit Hugos Tochter Suus gerade zu Besuch sind, werden in die Ereignisse verwickelt.

## Besetzung
| Schauspieler             | Charakter                                  | Anzahl Folgen | Anzahl Folgen | Anzahl Folgen | Anzahl Folgen |
| Schauspieler             | Charakter                                  | S1            | S2            | S3            | Gesamt        |
| Hauptrollen              | Hauptrollen                                | Hauptrollen   | Hauptrollen   | Hauptrollen   | Hauptrollen   |
| ------------------------ | ------------------------------------------ | ------------- | ------------- | ------------- | ------------- |
| Barry Atsma              | Hugo Warmond                               | 10            | 10            | 10            | 30            |
| Jacob Derwig             | Marius Milner                              | 10            | 10            | 10            | 30            |
| Georgina Verbaan         | Kitty van Mook                             | 10            | 10            | 10            | 30            |
| Marie-Mae van Zuilen     | Laura Warmond                              | 10            | 10            | 10            | 30            |
| Yenthe Bos               | Suzan (Suus) Warmond                       | 10            | 10            | 9             | 29            |
| Zoë Cusell               | Christine (Chrissy) van Mook               | 10            | 10            | 10            | 30            |
| Jamie Grant              | Hannah Lopez Diaz                          | 10            |               |               | 10            |
| Ellen Parren             | Sophie Winter                              |               | 10            | 7             | 17            |
| Gijs Scholten van Aschat | Ron                                        |               | 9             |               | 9             |
| Thom Hoffman             | Maurice Samuels                            |               |               | 10            | 10            |
| Nebenrollen              |                                            |               |               |               |               |
| Bodil de la Parra        | Irene van Mourik                           | 9             | 10            |               | 19            |
| Dunya Khayame            | Aya Dahmani                                | 10            | 4             | 2             | 16            |
| Ad Knippels              | Willem Wagenaar                            | 9             | 4             | 2             | 15            |
| Eric van Sauers          | Abdu Hamriet                               | 8             |               |               | 8             |
| Maarten Heijmans         | Wout Borgesius                             |               | 10            |               | 10            |
| Vincent van der Valk     | Wally Schmidt                              | 8             | 1             |               | 9             |
| Edwin Jonker             | Rico                                       |               | 9             |               | 9             |
| Tobias Kersloot          | Jim                                        | 8             |               |               | 8             |
| Caya de Groot            | Ans van Galen                              | 3             | 4             |               | 7             |
| Lykele Muus              | Sander Jonkers                             | 7             |               |               | 7             |
| Steve Hooi               | Ermittler                                  | 7             |               |               | 7             |
| Sjaak-Pieter van Es      | Ermittler                                  | 7             |               |               | 7             |
| Maarten Wansink          | Laurens Corver                             |               | 7             |               | 7             |
| Samora Bergtop           | Janice Smit                                |               | 7             |               | 7             |
| Marie Christine de Both  | Door van Mook                              | 6             |               |               | 6             |
| Fred Goessens            | Anton van Mook                             | 6             |               |               | 6             |
| Hanne Arendzen           | Clemens                                    | 6             |               |               | 6             |
| Thomas Acda              | Wim Konings                                |               |               | 9             | 9             |
| Juda Goslinga            | Piet, alter Freund von Marius              | 3             |               | 7             | 10            |
| Meral Polat              | Noucha Ansing (Ermittler FIOD)             |               |               | 10            | 10            |
| Jesse Mensah             | Davy Mulder                                |               |               | 1             | 1             |
| Ian Bok                  | Louis van Waveren (Außendienst Avilex)     |               |               | 9             | 9             |
| Nhung Dam                | Judith (Lehrerin)                          | ?             | ?             | 7             | 7             |
| Iliass Ojja              | Mounir (Leibwächter und Chauffeur Samuels) |               |               | 5             | 5             |

## Hintergrund
Der Drehbuchautor Frank Ketelaar erhielt die Idee zu der Serie durch die Erzählungen einer Frau, deren Vater, ein niederländischer Unterwelt-Advokat namens Evert Hingst, 2005 auf Malta ermordet wurde. Nach ihren anschaulichen Schilderungen, wie ihr Vater tot auf der Straße lag stellte er fest, dass Kriminelle in denselben Vierteln leben wie normale Menschen. Daraufhin verarbeitete Ketelaar seine Gedanken darüber, was passieren könnte, wenn sich das Kind eines normalen Bürgers mit dem Kind eines Kriminellen anfreundet, in einem Drehbuch. Diese Geschichte wurde zwar nie verfilmt, bildete aber Jahre später die Grundlage für die Fernsehserie Klem.

## Produktion
Die ersten Dreharbeiten für die Serie fanden 2016 statt. Die 10 Episoden von Staffel 1 wurden in etwa 75 Tagen gedreht. Die Dreharbeiten für die dritte Staffel begannen im September 2019. Zur Serie wurde von März bis Mai 2022 in der Toskana ein abschließender Kinofilm gedreht, der 2023 in die Kinos kam. Dieser wurde später für eine „vierte Staffel“ in drei Teile aufgeteilt und im Januar 2024 ausgestrahlt.
Die Serie zeigt viele bekannte Orte, darunter öffentliche Gärten, Brücken, Gaststätten, Gebäude (manchmal mit geänderten Namen, z. B. „Lucas Paulus Ziekenhuis“ anstelle des ehemaligen Sint Lucas Andreas Hospital) und Hafengebiete in Amsterdam und IJmuiden. Drehorte waren auch das Amsterdamer Lyzeum, der Bahnhof Leeuwarden und das Café De Kapiteinshut in Zaandam. Aufnahmen von Amsterdam und seiner Umgebung (Eisenbahnzug) wurden aus der Luft mit einer Drohne gefilmt. Die Dreharbeiten in Italien, wo die Milners ein Landhaus in der Toskana haben, fanden im Zentrum von Lucca statt, unter anderem in der Kirche Chiesa dei Santi Donatello e Paulo. Mehrere Szenen wurden in Malta aufgenommen.

## Details
- Der Serientitel Klem (deutsch: Klemme) wird in jeder Staffel mindestens einmal erwähnt. Einmal ist jemand „finanziell klamm“ oder „steckt in der Klemme“.
- Die Titel jeder Episode entsprechen einem gesprochenen Zitat aus der jeweiligen Folge.
- Jede Folge beginnt mit einer symmetrischen Sequenz (Vorspann), in der die jungen Freundinnen Chrissie van Mook und Suus Warmond im Profil zunächst als eine Person, dann fast als Zwillinge vorgestellt werden, auseinandergehen und sich die Hand geben. Handgelenkkettchen mit Charms werden sichtbar. Chrissie trägt unter anderem einen Skorpion-Anhänger, der zu dem Tattoo am Hals ihres Vaters, des (Ex-)Kriminellen Marius Milner, passt. Dieses Tattoo erscheint für eine Sekunde lang beweglich. (An dem Tattoo wird dieser in der zweiten Staffel der Serie nach einem Handgemenge mit Wout, Lauras Freund, erkannt). Des Weiteren wird die Spiegelung eines Computerausdrucks, der in der Brille des streng blickenden Steuerbeamten Hugo Warmond vorbeizieht, gezeigt. Das Löwenemblem auf einem Brief des Finanzamtes wird für eine Augenblick ebenfalls beweglich und das Tier lässt seine Zunge im offenen Maul spielen.
- In Szenen mit dem Kammerchor, in dem Hugo singt, sind Aufführungen von Allegri (Miserere, Psalm 51), Dupré und Brahms Warum ist das Licht gegeben dem Mühseligen? (Opus 74, Nr. 1) zu hören, die von dem mitwirkendem Amsterdamer Vokalensemble Photonen gesungen wurden.[8]
- Falls erforderlich, wurden hierzu entsprechende fiktive Internetseiten erstellt und gezeigt. In Staffel 3 sind dies „Konings Transport“, „Malta Resort Investments“, ein fiktiver maltesischer Politiker Robert Jackson und die Zeitung „www.vandaagblad.nl“, die über rumänische Banden in den Niederlanden berichtet.
- Der in Amsterdam, nahe des Vondelpark, wohnende Derwig spricht in seiner Rolle als Marius Milner einen überzeugenden Amsterdamer Straßenslang, mit wiederholten Kraftausdrücken wie „Krijg de touwtering!“ („Krieg die Schwindsucht!“), „Paardelul“ („Pferdepimmel“), „Eikel“ ([Penis-]„Eichel“) oder „Kanis“ (für „Birne“, im Sinne von Schädel). Verbaaan sagt als Kitty: „Dat gekutkrekel!“ (etwa: „die beschissene Laberei“). Auch der wohlerzogene Hugo übernimmt im Laufe der Serie gelegentlich einige dieser Schimpfworte.
- Die Niederländerin Georgina Verbaan spricht in der Serie fließendes Italienisch. Jedoch sind dies nur einstudierte Texte.[9]

## Folgen

### Staffel 1
| Folge | Titel                     | Datum            | Dauer (Min.) | Zuschauerzahlen |
| ----- | ------------------------- | ---------------- | ------------ | --------------- |
| 1     | Bloedvriendinnen          | 19. Januar 2017  | 51           | 1.399.000       |
| 2     | Een bepaald soort man     | 26. Januar 2017  | 47           | 1.371.000       |
| 3     | Als een kind zo blij      | 2. Februar 2017  | 47           | 1.404.000       |
| 4     | Ik lief je                | 9. Februar 2017  | 47           | 1.627.000       |
| 5     | Warm en sterk             | 16. Februar 2017 | 50           | 1.324.000       |
| 6     | Natuurlijk spul           | 23. Februar 2017 | 51           | 1.306.000       |
| 7     | In principe niet illegaal | 02. März 2017    | 47           | 1.344.000       |
| 8     | Ossobuco                  | 09. März 2017    | 47           | 1.352.000       |
| 9     | Chrissie 8                | 16. März 2017    | 46           | 1.265.000       |
| 10    | Een tijdbom               | 23. März 2017    | 50           | 1.565.000       |

### Staffel 2
| Afl. | Titel                        | Datum              | Dauer (Min.) | Zuschauerzahlen |
| ---- | ---------------------------- | ------------------ | ------------ | --------------- |
| 1    | Woede en agressie            | 13. September 2018 | 50           | 987.000         |
| 2    | Waar is Wally?               | 20. September 2018 | 49           | 939.000         |
| 3    | Gewoon een jongen            | 27. September 2018 | 47           | 874.000         |
| 4    | Ze zijn zo knap tegenwoordig | 4. Oktober 2018    | 45           | 910.000         |
| 5    | Een uitgestoken hand         | 18. Oktober 2018   | 47           | 1.005.000       |
| 6    | Een heel kort lontje         | 25. Oktober 2018   | 49           | 880.000         |
| 7    | Geruchten                    | 1. November 2018   | 49           | 911.000         |
| 8    | Hawala                       | 8. November 2018   | 47           | 924.000         |
| 9    | Een kakbuurt in Zuid         | 15. November 2018  | 46           | 896.000         |
| 10   | Naar Hartelust               | 22. November 2018  | 50           | 1.126.000       |

### Staffel 3
| Folge | Titel                        | Datum              | Dauer (Min.) | Zuschauerzahlen |
| ----- | ---------------------------- | ------------------ | ------------ | --------------- |
| 1     | Een nieuw begin              | 24. September 2020 | 49           | 892.000         |
| 2     | Nooit meer                   | 1. Oktober 2020    | 48           | 884.000         |
| 3     | Slecht nieuws                | 15. Oktober 2020   | 47           | 895.000         |
| 4     | Val dood                     | 22. Oktober 2020   | 49           | 875.000         |
| 5     | Betonnen gympen              | 29. Oktober 2020   | 48           | 943.000         |
| 6     | Tulips from Holland          | 5. November 2020   | 48           | 772.000         |
| 7     | Hogere machten               | 12. November 2020  | 46           | 888.000         |
| 8     | Neus met sambal              | 19. November 2020  | 47           | 817.000         |
| 9     | An offer you can’t turn down | 26. November 2020  | 50           | 738.000         |
| 10    | Een geheime plek             | 3. Dezember 2020   | 54           | 920.000         |

### Staffel 4
| Folge | Titel                        | Datum           | Dauer (Min.) | Zuschauerzahlen |
| ----- | ---------------------------- | --------------- | ------------ | --------------- |
| 1     | La Dolce Vita                | 12. Januar 2024 | 44           | 921.000         |
| 2     | Het grootste tuig van Europa | 19. Januar 2024 | 41           | 803.000         |
| 3     | Gelijk oversteken            | 26. Januar 2024 | 40           | nicht bekannt   |

## International
Ab dem 15. Februar 2018 wurde die Serie auch auf dem flämischen Fernsehsender Eén ausgestrahlt.
Im Vereinigten Königreich wurden 2019 und 2020 die ersten beiden Staffeln von Klem mit Untertiteln auf Abruf von Channel 4/All4 unter dem englischen Titel The Blood Pact ausgestrahlt.